# Place Louis Blanc

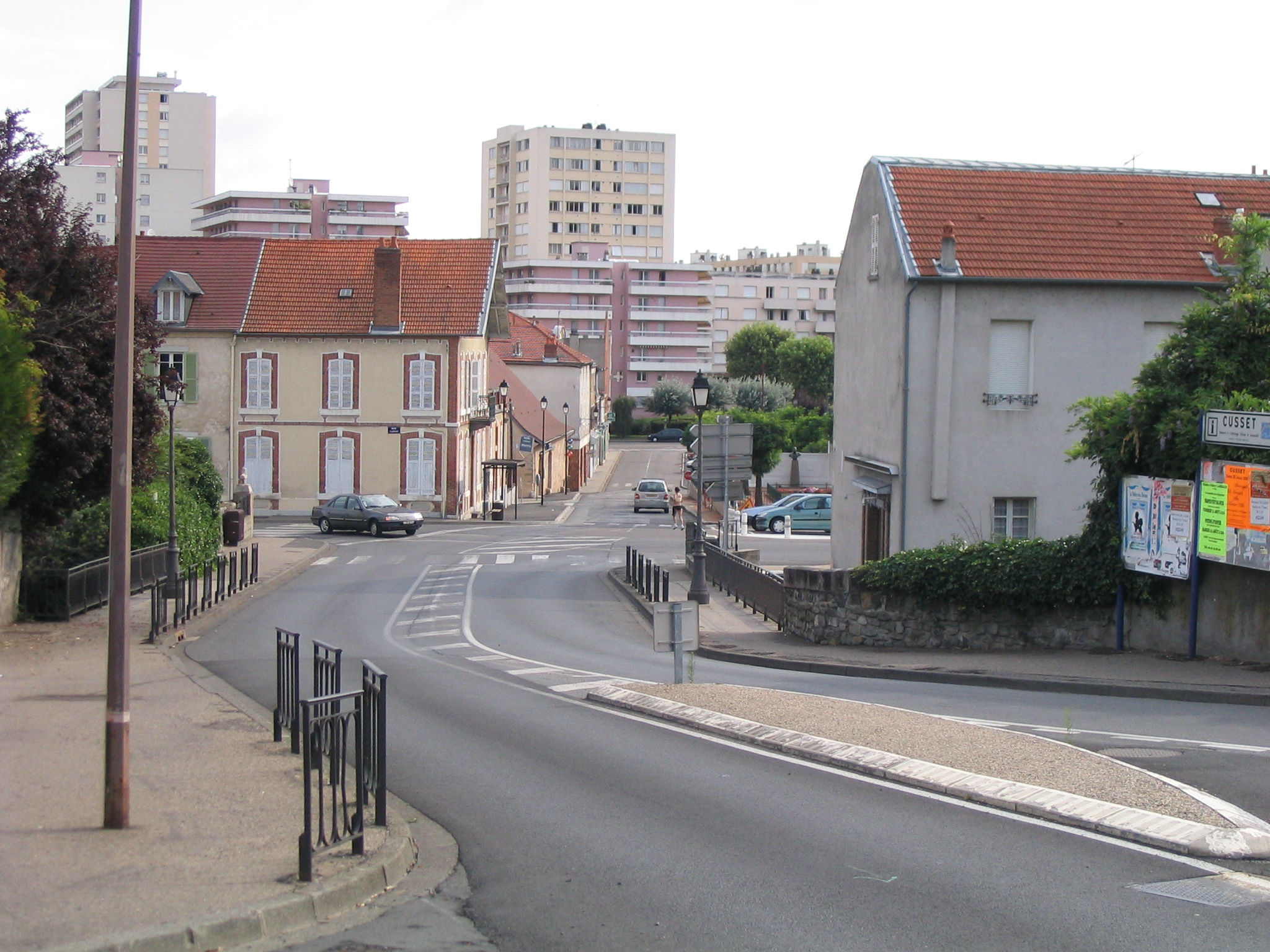
Gezicht op de Place Louis Blanc en de Pont de la Mère

De Place Louis Blanc is een plein in het centrum van de Franse gemeente Cusset (Allier). Het plein in zijn huidige vorm is ontstaan na het afbreken van de stadspoort Porte de la Mère in 1770.

## Geschiedenis
In de 13e eeuw kregen de abdissen van de plaatselijke Abdij Saint-Sauveur de toelating van de koning om een stadsmuur rond Cusset te bouwen. De stad was een bezit van de abdij tot de Franse Revolutie. Op de weg naar Vichy kwam de Porte de la Mère (Abesse). Dit was een van de vier stadspoorten van Cusset. De poort bestond uit een lange gang met een haakse bocht, bedoeld om het verkeer te regelen en hierop tol te heffen. De poort gaf uit op de Sichon en bezat een valbrug over deze rivier. Bij deze poort onderging in de 15e eeuw Jean de Doyat, de in ongenade gevallen gouverneur van Auvergne, zijn lijfstraf. En in 1597 werd hier kapitein De Brames vermoord.
In de 17e eeuw was de stadsomwalling in onbruik geraakt, maar de stadspoorten bleven belangrijk voor de tolheffing. In 1770 werd de Porte de la Mère afgebroken om de doorstroming van het verkeer te vergemakkelijken. Ook daarna werd er echter nog tol geheven. De vrijgekomen ruimte werd een marktplein, de Marché-aux-Bois. Hier werden onder andere biggen en duivenmest verhandeld. Het plein raakte bekend onder de naam Place de la Grenouille. In 1933 werd het plein heraangelegd en werden er bomen geplant. Het plein werd genoemd naar de socialistische politicus Louis Blanc. Het werd in 2019 heraangelegd.

## Beschrijving
Het langwerpige plein geeft in het zuiden uit op de Sichon en op de brug Pont de la Mère. Bezienswaardigheden op het plein zijn een paal van de tolpoort uit 1886, een bronzen buste van oud-burgemeester Georges Roux van beeldhouwer Robert Mermet en een fontein met kikker als verwijzing naar de oude naam van het plein, Place de la Grenouille. Een eerste kikker werd gestolen in 1996, een nieuwe werd gevandaliseerd in 1997. In 2019 werd een nieuwe kikker geplaatst.